# Elecciones estatales de Mato Grosso de 2022
Las elecciones estatales en Mato Grosso en 2022 se llevaron a cabo el 2 de octubre. Los electores con derecho a voto eligieron un gobernador, un vicegobernador, un senador, 8 diputados federales y 24 estatales. El actual gobernador es Mauro Mendes, de Unión Brasil (UNIÃO), gobernador electo en 2018. Según la Constitución Federal, el gobernador será elegido por un período de cuatro años a partir del 1 de enero de 2023, y con la aprobación de la Enmienda Constitucional No. 111, finalizará el 6 de enero de 2027. Para la elección al Senado Federal, está en disputa la vacante ocupada por Wellington Fagundes, del Partido Liberal (PL), elegido en 2014. Mauro Mendes fue reelegido con amplia ventaja sobre Márcia Pinheiro, y Wellington Fagundes fue reelegido como senador.

## Calendario electoral
| Calendario electoral       | Calendario electoral                                                                      |
| -------------------------- | ----------------------------------------------------------------------------------------- |
| 15 de mayo                 | Inicio del financiamiento para precandidatos                                              |
| 20 de julio al 5 de agosto | Convenciones partidarias para elegir candidatos y coaliciones                             |
| 2 de octubre               | Primera vuelta de las elecciones                                                          |
| 7 al 28 de octubre         | Publicidad electoral gratuita en radio y televisión relativa a una posible segunda vuelta |
| 30 de octubre              | Posible segunda vuelta electoral                                                          |
| hasta el 19 de diciembre   | Diplomatura de los elegidos por el Tribunal Electoral                                     |

## Candidatos a Gobernador de Mato Grosso

### Candidaturas oficiales
| Gobernador/a                                                                       | Gobernador/a                                                                       | Gobernador/a                                                                       | Vicegobernador                                                                     | Vicegobernador                                                                     | Vicegobernador                                                                     | N.º                                                                                | Coalición / Federación                                                                                     | Tiempo en franja |
| Candidatos                                                                         | Partido                                                                            | Partido                                                                            | Candidatos                                                                         | Partido                                                                            | Partido                                                                            | N.º                                                                                | Coalición / Federación                                                                                     | Tiempo en franja |
| ---------------------------------------------------------------------------------- | ---------------------------------------------------------------------------------- | ---------------------------------------------------------------------------------- | ---------------------------------------------------------------------------------- | ---------------------------------------------------------------------------------- | ---------------------------------------------------------------------------------- | ---------------------------------------------------------------------------------- | --- | ---------------- |
| Moisés Franz                                                                       |                                                                                    | PSOL                                                                               | Frank Melo                                                                         |                                                                                    | PSOL                                                                               | 50                                                                                 | Federación (PSOL-REDE)                                                                                     | 0:29             |
| Mauro Mendes                                                                       |                                                                                    | UNIÃO                                                                              | Otaviano Pivetta                                                                   |                                                                                    | REP                                                                                | 44                                                                                 | Mato Grosso Avanzando, Tu Vida Mejorando UNIÃO, REP, PL, MDB, PSB, PROS, PODE, Federación (PSDB-Cidadania) | 5:29             |
| Marcos Ritela                                                                      |                                                                                    | PTB                                                                                | Alvani Laurindo                                                                    |                                                                                    | PTB                                                                                | 14                                                                                 | Partido Laborista Brasileño                                                                                | 0:27             |
| Marcia Pinheiro                                                                    |                                                                                    | PV                                                                                 | Vanderlucio Rodrigues                                                              |                                                                                    | PP                                                                                 | 43                                                                                 | Para Cuidar de las Personas FE Brasil (PV, PT, PCdoB), PP, PSD, SD                                         | 3:34             |
| Presentación según el orden de la propaganda electoral y representación partidaria | Presentación según el orden de la propaganda electoral y representación partidaria | Presentación según el orden de la propaganda electoral y representación partidaria | Presentación según el orden de la propaganda electoral y representación partidaria | Presentación según el orden de la propaganda electoral y representación partidaria | Presentación según el orden de la propaganda electoral y representación partidaria | Presentación según el orden de la propaganda electoral y representación partidaria | Presentación según el orden de la propaganda electoral y representación partidaria                         | Sobras: 0:01     |

## Candidatos al Senado Federal

### Candidatos oficiales
| Candidatos                                   | Candidatos                                   | Candidatos                                   | Candidatos                                   | Candidatos                                   | Candidatos                                   | N.º                                          | Coalición / Federación                                                                                     | Tiempo en franja |
| Senador                                      | Partido                                      | Partido                                      | Suplentes                                    | Partido                                      | Partido                                      | N.º                                          | Coalición / Federación                                                                                     | Tiempo en franja |
| -------------------------------------------- | -------------------------------------------- | -------------------------------------------- | -------------------------------------------- | -------------------------------------------- | -------------------------------------------- | -------------------------------------------- | --- | ---------------- |
| Antonio Galván                               |                                              | PTB                                          | 1°: Pastor Jairo                             |                                              | PTB                                          | 144                                          | Partido Laborista Brasileño                                                                                | 0:11             |
| Antonio Galván                               | 2°: Marli Franchini                          | PTB                                          |                                              |                                              | PTB                                          | 144                                          | Partido Laborista Brasileño                                                                                | 0:11             |
| Jorge Yanai                                  |                                              | DC                                           | 1°: Paulo César                              |                                              | AGIR                                         | 270                                          | La Fuerza del Bien DC, AGIR                                                                                |                  |
| Jorge Yanai                                  | 2°: Egberto Barros                           | DC                                           |                                              | DC                                           |                                              | 270                                          | La Fuerza del Bien DC, AGIR                                                                                |                  |
| Feliciano Azuaga                             |                                              | NOVO                                         | 1°: Nicacio Lemes                            |                                              | NOVO                                         | 300                                          | NOVO | 0:09             |
| Feliciano Azuaga                             | 2°: Mauro Japones                            | NOVO                                         |                                              |                                              | NOVO                                         | 300                                          | NOVO | 0:09             |
| José Roberto                                 |                                              | PSOL                                         | 1°: Vanderley Guia                           |                                              | PSOL                                         | 500                                          | Federación (PSOL-REDE)                                                                                     | 0:11             |
| José Roberto                                 | 2º: Manoel de Melo                           | PSOL                                         |                                              |                                              | PSOL                                         | 500                                          | Federación (PSOL-REDE)                                                                                     | 0:11             |
| Kassio Coelho                                |                                              | PATRI                                        | 1°: Osmário Daltro                           |                                              | PATRI                                        | 510                                          | Patriota                                                                                                   | 0:10             |
| Kassio Coelho                                | 2º: Andrea Scheffer                          | PATRI                                        |                                              |                                              | PATRI                                        | 510                                          | Patriota                                                                                                   | 0:10             |
| Wellington Fagundes                          |                                              | PL                                           | 1º: Mauro Carvalho                           |                                              | UNIÃO                                        | 222                                          | Mato Grosso Avanzando, Tu Vida Mejorando UNIÃO, REP, PL, MDB, PSB, PROS, PODE, Federación (PSDB-Cidadania) | 2:35             |
| Wellington Fagundes                          | 2°: Rosana Martinelli                        | PL                                           |                                              | PL                                           |                                              | 222                                          | Mato Grosso Avanzando, Tu Vida Mejorando UNIÃO, REP, PL, MDB, PSB, PROS, PODE, Federación (PSDB-Cidadania) | 2:35             |
| Presentación según representación partidaria | Presentación según representación partidaria | Presentación según representación partidaria | Presentación según representación partidaria | Presentación según representación partidaria | Presentación según representación partidaria | Presentación según representación partidaria | Presentación según representación partidaria                                                               | Sobras: 0:04     |

### Candidaturas rechazadas
El TSE rechazó la candidatura de Neri al Senado Federal .
| Senador     | Senador               | Senador | Suplentes       | Suplentes | Suplentes | N.º | Coalición/Federación                                               | Tiempo en franja |
| Candidatos  | Partido               | Partido | Candidatos      | Partido   | Partido   | N.º | Coalición/Federación                                               | Tiempo en franja |
| ----------- | --------------------- | ------- | --------------- | --------- | --------- | --- | ------------------------------------------------------------------ | ---------------- |
| Neri Geller |                       | PP      | 1º: María Lucía |           | PCdoB     | 111 | Para Cuidar de las Personas FE Brasil (PV, PT, PCdoB), PP, PSD, SD | 1:40             |
| Neri Geller | 2º: Nilton da Fetagri | PP      |                 | PT        |           | 111 | Para Cuidar de las Personas FE Brasil (PV, PT, PCdoB), PP, PSD, SD | 1:40             |

## Debates
| Fecha                    | Organizadores                       | Mediador         | Mauro (UNIÃO) | Marcia (PV) | Ritela (PTB) | Moisés (PSOL) |
| ------------------------ | ----------------------------------- | ---------------- | ------------- | ----------- | ------------ | ------------- |
| 1 de septiembre de 2022  | Primeira Página e Centro América FM | Aldair Santos    | A             | P           | P            | P             |
| 27 de septiembre de 2022 | TV Centro América                   | Luzimar Collares | P             | P           | P            | P             |

## Encuestas

### Gobernador
| Período     | Instituto                       | Muestreo | Mauro (UNIÃO) | Marcia (PV)            | Ritela (PTB) | Moisés (PSOL) | B/N | NS/NR | Ventaja |    |    |    |     |     |     |
| ----------- | ------------------------------- | -------- | ------------- | ---------------------- | ------------ | ------------- | --- | ----- | ------- | -- | -- | -- | --- | --- | --- |
| Período     | Instituto                       | Muestreo | 13/08-18      | MT Dados MT-06513/2022 | 1 200        | 44%           | B/N | NS/NR | Ventaja | 6% | 3% | 1% | 14% | 32% | 38% |
| 21-26/08    | Ideia MT-08026/2022             | 1000     | 46%           | 13%                    | 3%           | 5%            | 16% | 18%   | 33%     |    |    |    |     |     |     |
| 26-27/08    | RealTime Big Data MT-03215/2022 | 1 500    | 49%           | 8%                     | 6%           | 2%            | 15% | 20%   | 41%     |    |    |    |     |     |     |
| 28-30/08    | IPEC MT 03831-2022              | 800      | 53%           | 13%                    | 6%           | 1%            | 12% | 15%   | 40%     |    |    |    |     |     |     |
| 12/09-14/09 | IPEC MT-07150/2022              | 800      | 60%           | 15%                    | 4%           | 2%            | 9%  | 11%   | 45%     |    |    |    |     |     |     |
| 20-21/09    | Realime Big Data MT-09789/2022  | 1000     | 62%           | 17%                    | 5%           | 1%            | 8%  | 7%    | 45%     |    |    |    |     |     |     |
| 15-20/09    | MT Dados MT-01108/2022          | 1 200    | 63%           | 14%                    | 4%           | 1%            | 8%  | 10%   | 49%     |    |    |    |     |     |     |

### Senador Federal
| Período     | Instituto                       | Muestra | Fagundes (PL) | Neri (PP)              | Galvan (PTB) | Azuaga (NOVO) | Yanai (DC) | Kássio (PATRI) | José (PSOL) | B/N | NS/NR | Ventaja |    |    |    |     |     |     |
| ----------- | ------------------------------- | ------- | ------------- | ---------------------- | ------------ | ------------- | ---------- | -------------- | ----------- | --- | ----- | ------- | -- | -- | -- | --- | --- | --- |
| Período     | Instituto                       | Muestra | 13-18/08      | MT Dados MT-06513/2022 | 1 200        | 32%           | 10%        | 2%             | 1%          | B/N | NS/NR | Ventaja | 1% | 1% | 1% | 16% | 36% | 22% |
| 21-26/08    | Ideia MT-08026/2022             | 1 000   | 31%           | 12%                    | 5%           | 2%            | 4%         | 1%             | 1%          | 15% | 29%   | 19%     |    |    |    |     |     |     |
| 26-27/08    | RealTime Big Data MT-03215/2022 | 1 500   | 38%           | 9%                     | 5%           | 2%            | 2%         | 2%             | 1%          | 13% | 28%   | 29%     |    |    |    |     |     |     |
| 28-30/08    | IPEC MT-03831/2022              | 800     | 39%           | 10%                    | 4%           | 2%            | 4%         | 2%             | 4%          | 14% | 21%   | 29%     |    |    |    |     |     |     |
| 12/09-14/09 | IPEC MT-07150/2022              | 800     | 40%           | 14%                    | 4%           | 2%            | 3%         | 3%             | 4%          | 13% | 18%   | 26%     |    |    |    |     |     |     |
| 15-20/09    | RealTime Big Data MT-09789/2022 | 1 000   | 43%           | 15%                    | 4%           | 2%            | 2%         | 3%             | 3%          | 13% | 15%   | 28%     |    |    |    |     |     |     |
| 15-20/09    | MT Dados MT-01108/2022          | 1 200   | 41%           | 15%                    | 6%           | 1%            | 3%         | 2%             | 1%          | 10% | 23%   | 26%     |    |    |    |     |     |     |

## Resultados

### Gobernador

Candidato más votado por municipio (142):
Wellington Fagundes (141 municipios)
Antônio Galvan (Nova Monte)

Se computaron un total de 1.889.012 votos, de los cuales 98.676 (5,23%) fueron blancos y 162.124 (8,58%) nulos.
| Candidatos                | Candidatos                | Candidatos                 | Votos     | %      |
| Gobernador/a              | Gobernador/a              | Vicegobernador             | Votos     | %      |
| ------------------------- | ------------------------- | -------------------------- | --------- | ------ |
|                           | Mauro Mendes (UNIÃO)      | Otaviano Pivetta (REP)     | 1,114,549 | 68,45  |
|                           | Marcia Pinheiro (PV)      | Vanderlucio Rodrigues (PP) | 267,172   | 16,41  |
|                           | Marcos Ritela (PTB)       | Alvani Laurindo (PTB)      | 233,543   | 14,34  |
|                           | Moisés Francisco (PSOL)   | Frank Melo (PSOL)          | 12,948    | 0,80   |
|                           |                           |                            |           |        |
| Votos válidos             | Votos válidos             | Votos válidos              | 1.628.212 | 86,19  |
| Votos nulos               | Votos nulos               | Votos nulos                | 162.124   | 8,58   |
| Votos en blanco           | Votos en blanco           | Votos en blanco            | 98.676    | 5,23   |
| Total                     | Total                     | Total                      | 1.889.012 | 100,00 |
| Registrados/Participación | Registrados/Participación | Registrados/Participación  | 2.465.926 | 76,60  |

### Senador Federal
Se computaron un total de 1.298.767 votos, de los cuales 134.009 (7,1%) fueron blancos y 456.235 (24,15%) nulos.
| Candidato                 | Candidato                 | Votos     | %      |
| ------------------------- | ------------------------- | --------- | ------ |
|                           | Wellington Fagundes (PL)  | 825,889   | 63,54  |
|                           | Antônio Galvan (PTB)      | 337,003   | 25,95  |
|                           | Casio Coelho (PATRI)      | 52,940    | 4,08   |
|                           | Feliciano Azuaga (NOVO)   | 33,167    | 2,55   |
|                           | Jorge Yanai (DC)          | 27,937    | 2,15   |
|                           | José Roberto (PSOL)       | 22,491    | 1,73   |
|                           |                           |           |        |
| Votos válidos             | Votos válidos             | 1.298.767 | 68,75  |
| Votos en blanco           | Votos en blanco           | 134.009   | 7,10   |
| Votos nulos               | Votos nulos               | 456.236   | 24,15  |
| Total                     | Total                     | 1.889.012 | 100,00 |
| Registrados/Participación | Registrados/Participación | 2.465.926 | 76,60  |

### Diputados federales electos
Estos son los 8 diputados federales elegidos por el estado de Mato Grosso .
| Candidato             | Partido | Votos  | Ciudad natal | Estado               |
| --------------------- | ------- | ------ | ------------ | -------------------- |
| Fábio Garcia          | UNIÃO   | 98.704 | Brasilia     | Distrito Federal     |
| Abilio Moumer         | PL      | 87.072 | Cuiabá       | Mato Grosso          |
| José Medeiros         | PL      | 82,182 | Caicó        | Río Grande del Norte |
| Juárez Costa          | MDB     | 77.528 | Londrina     | Paraná               |
| Emanuel Pinheiro      | MDB     | 74.720 | Cuiabá       | Mato Grosso          |
| Amalia Barros         | PL      | 70.294 | Cuiabá       | Mato Grosso          |
| Rúbia Fernanda        | PL      | 60.304 | Cuiabá       | Mato Grosso          |
| Jonildo de José Assis | UNIÃO   | 47.479 | Cuiabá       | Mato Grosso          |

#### Por Partido/Federación
| N.º                       | Partido                                          | Votos     | %      | Escaños | ±           |
| ------------------------- | ------------------------------------------------ | --------- | ------ | ------- | ----------- |
| 22                        | Partido Liberal (PL)                             | 377.457   | 21,81  | 4       | 4           |
| 15                        | Movimento Democrático Brasileiro (MDB)           | 272.659   | 15,76  | 2       | Sin cambios |
| 44                        | Unión Brasil (UNIÃO)                             | 249.328   | 14,41  | 2       | 1           |
| 10                        | Republicanos (REP)                               | 155.513   | 8,99   | 0       | Sin cambios |
| 40                        | Partido Socialista Brasileiro (PSB)              | 150.534   | 8,71   | 0       | Sin cambios |
| 13                        | Partido de los Trabajadores (PT)                 | 148.701   | 8,59   | 0       | 1           |
| 55                        | Partido Social Democrático (PSD)                 | 134.258   | 7,76   | 0       | Sin cambios |
| 14                        | Partido Laborista Brasileiro (PTB)               | 101.434   | 5,86   | 0       | 1           |
| 45                        | Partido de la Social Democracia Brasileña (PSDB) | 31.044    | 1,79   | 0       | Sin cambios |
| 50                        | Partido Socialismo y Libertad (PSOL)             | 19.633    | 1,09   | 0       | Sin cambios |
| 23                        | Ciudadanía (Cidadania)                           | 15.177    | 0,89   | 0       | Sin cambios |
| 90                        | Partido Republicano de Orden Social (PROS)       | 12.520    | 0,72   | 0       | Sin cambios |
| 12                        | Partido Democrático Laborista (PDT)              | 10.708    | 0,62   | 0       | Sin cambios |
| 51                        | Patriota (PATRI)                                 | 10.644    | 0,62   | 0       | Sin cambios |
| 19                        | Podemos (PODE)                                   | 10.386    | 0,61   | 0       | 1           |
| 43                        | Partido Verde (PV)                               | 7.194     | 0,42   | 0       | Sin cambios |
| 30                        | Partido Nuevo (NOVO)                             | 4.613     | 0,27   | 0       | Sin cambios |
| 11                        | Progresistas (PP)                                | 4.593     | 0,27   | 0       | 1           |
| 77                        | Solidaridad (SD)                                 | 4.530     | 0,26   | 0       | 1           |
| 65                        | Partido Comunista de Brasil (PCdoB)              | 3.971     | 0,23   | 0       | Sin cambios |
| 27                        | Democracia Cristiana (DC)                        | 2.711     | 0,16   | 0       | Sin cambios |
| 36                        | Actuar (AGIR-36)                                 | 1.508     | 0,09   | 0       | Sin cambios |
| 18                        | Red de Sostenibilidad (REDE)                     | 1.031     | 0,07   | 0       | Sin cambios |
|                           |                                                  |           |        |         |             |
| Votos válidos             | Votos válidos                                    | 1.730.277 | 91,60  |         |             |
| Votos en blanco           | Votos en blanco                                  | 99.199    | 5,25   |         |             |
| Votos nulos               | Votos nulos                                      | 59.536    | 3,15   |         |             |
| Total                     | Total                                            | 1.889.012 | 100,00 | 8       | Sin cambios |
| Registrados/Participación | Registrados/Participación                        | 2.465.926 | 76,60  |         |             |

### Diputados estatales electos
| Candidato                 | Partido      | Votos  | Ciudad natal                | Estado             |
| ------------------------- | ------------ | ------ | --------------------------- | ------------------ |
| Janaína Riva              | MDB          | 82.124 | Juara                       | Mato Grosso        |
| Max Russi                 | PSB          | 70.328 | Salto do Lontra             | Paraná             |
| José Eduardo Botelho      | UNIÃO        | 51.998 | Nossa Senhora do Livramento | Mato Grosso        |
| Ondanir Bortolini         | PSD          | 50.875 | Santo Antônio do Sudoeste   | Paraná             |
| Lúdio Cabral              | PT           | 47.533 | Rio Verde                   | Goiás              |
| Gilberto Cattani          | PL           | 44.705 | Toledo                      | Paraná             |
| Dilmar dal Bosco          | UNIÃO        | 42.156 | Galvão                      | Santa Catarina     |
| Sebastião Machado Rezende | UNIÃO        | 36.919 | Rondonópolis                | Mato Grosso        |
| Júlio Campos              | UNIÃO        | 33.800 | Várzea Grande               | Mato Grosso        |
| Thiago Silva              | MDB          | 30.506 | Rondonópolis                | Mato Grosso        |
| Faissal Calil             | Cidadania    | 30.240 | São Sepé                    | Río Grande del Sur |
| Fabio José Tardin         | PSB          | 29.709 | Juscimeira                  | Mato Grosso        |
| Valdir Barranco           | PT           | 29.359 | Alvorada do Sul             | Paraná             |
| Carlos Avalone            | PSDB         | 26.594 | Dracena                     | São Paulo          |
| Alberto Machado           | PSB          | 26.462 | Porto Alegre                | Río Grande del Sur |
| Claudio Ferreira          | PTB          | 26.234 | Rondonópolis                | Mato Grosso        |
| Diego Guimarães           | Republicanos | 25.907 | Cuiabá                      | Mato Grosso        |
| José Eugenio de Paiva     | PSB          | 25.378 | Campos Gerais               | Minas Gerais       |
| Valmir Moretto            | Republicanos | 25.207 | Palotina                    | Paraná             |
| João José de Matos        | MDB          | 24.957 | Santo Aleixo da Restauração | Portugal           |
| Paulo Araujo              | PP           | 24.551 | Cuiabá                      | Mato Grosso        |
| Wilson Santos             | PSD          | 23.446 | Dracena                     | São Paulo          |
| Elizeu Nascimento         | PL           | 22.415 | Tangará da Serra            | Mato Grosso        |
| Lídio Barbosa             | MDB          | 20.723 | Cuiabá                      | Mato Grosso        |

#### Por Partido/Federación
| N.º                       | Partido                                          | Votos      | %      | Escaños | ±           |
| ------------------------- | ------------------------------------------------ | ---------- | ------ | ------- | ----------- |
| 44                        | Unión Brasil (UNIÃO)                             | 257.949    | 14,93  | 4       | Sin cambios |
| 40                        | Partido Socialista Brasileiro (PSB)              | 245.099    | 14,18  | 4       | 2           |
| 15                        | Movimento Democrático Brasileiro (MDB)           | 217.756    | 12,60  | 4       | 1           |
| 22                        | Partido Liberal (PL)                             | 156.642    | 9,06   | 2       | 2           |
| 10                        | Republicanos (REP)                               | 147.069    | 8,51   | 2       | 1           |
| 13                        | Partido de los Trabajadores (PT)                 | 144.969    | 8,39   | 2       | Sin cambios |
| 55                        | Partido Social Democrático (PSD)                 | 143.946    | 8,33   | 2       | 1           |
| 45                        | Partido de la Social Democracia Brasileña (PSDB) | 102.548    | 5,93   | 1       | 2           |
| 11                        | Progresistas (PP)                                | 96.093     | 5,56   | 1       | Sin cambios |
| 14                        | Partido Laborista Brasileiro (PTB)               | 62.728     | 3,63   | 1       | Sin cambios |
| 19                        | Podemos (PODE)                                   | 60.840     | 3,52   | 0       | 2           |
| 23                        | Ciudadanía (Cidadania)                           | 40.388     | 2,34   | 1       | 1           |
| 51                        | Patriota (PATRI)                                 | 28.922     | 1,67   | 0       | Sin cambios |
| 43                        | Partido Verde (PV)                               | 8.989      | 0,52   | 0       | 2           |
| 12                        | Partido Democrático Laborista (PDT)              | 4.876      | 0,28   | 0       | 1           |
| 36                        | Actuar (AGIR-36)                                 | 4.447      | 0,26   | 0       | Sin cambios |
| 65                        | Partido Comunista de Brasil (PCdoB)              | 2.622      | 0,15   | 0       | Sin cambios |
| 50                        | Partido Socialismo y Libertad (PSOL)             | 2.044      | 0,12   | 0       | Sin cambios |
| 18                        | Red de Sostenibilidad (REDE)                     | 200        | 0,01   | 0       | Sin cambios |
|                           |                                                  |            |        |         |             |
| Votos válidos             | Votos válidos                                    | 8.635.753  | 87,29  |         |             |
| Votos en blanco           | Votos en blanco                                  | 644.435    | 6,51   |         |             |
| Votos nulos               | Votos nulos                                      | 613.470    | 6,20   |         |             |
| Total                     | Total                                            | 9.893.658  | 100,00 | 24      | Sin cambios |
| Registrados/Participación | Registrados/Participación                        | 12.809.126 | 77,24  |         |             |